# Touba Kane
 (février 2020).
Si vous disposez d'ouvrages ou d'articles de référence ou si vous connaissez des sites web de qualité traitant du thème abordé ici, merci de compléter l'article en donnant les références utiles à sa vérifiabilité et en les liant à la section « Notes et références ».
Touba Kane est une cité religieuse sénégalaise fondée en 1910 par Serigne Mor Warkha Kane.

## Géographie
Touba Kane est située dans le département de Tivaouane dans la région de Thiès, à mi-chemin entre la ville de Meckhe et celle de Baba Garage.

## Historique
Elle est connue grâce à Serigne Modou Kane, qui fut un des cheikhs et scribes de Cheikh Ahmadou Bamba.
Un événement religieux y est organisé chaque année et draine beaucoup de personnes[évasif] qui viennent communier avec leur guide spirituel.